# Geografia Fidżi

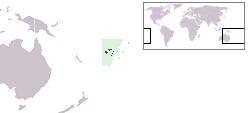
Położenie wysp

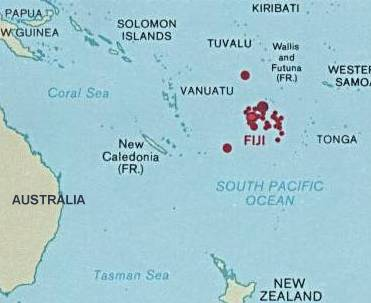
Położenie wysp na obszarze Oceanii

Fidżi jest państwem leżącym w południowo-zachodniej części Oceanu Spokojnego, w pacyficznej części zwanej Melanezją. Wyspy Fidżi cechują się różnorodnością geologiczną i krajobrazową. Panuje na nich tropikalny klimat, a szata roślinna jest dobrze zachowana.

## Powierzchnia i skrajne punkty
Powierzchnia - 18 272 km²
Wyspy leżą pomiędzy 15°S a 22°S, oraz pomiędzy 177°W a 176°E. Wyspy rozciągają się obszarze o szerokości około 500 km i długości około 400 km. Wyspy leżą około 2 000 km na południe od równika, między wyspami Melanezji i Polinezji.

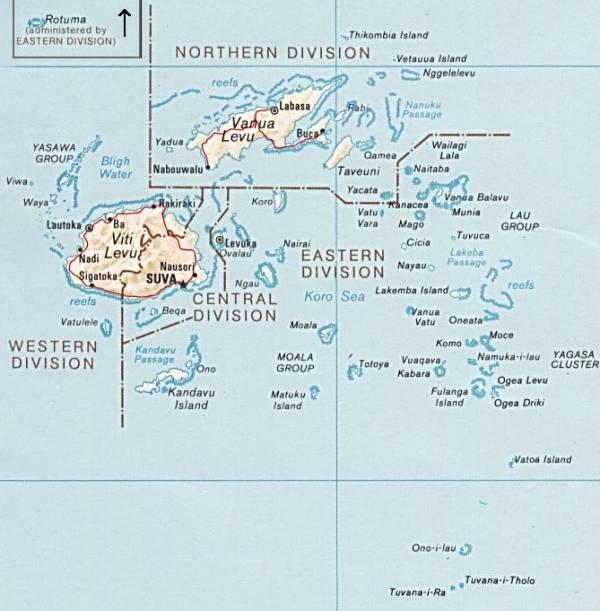
Mapa wysp Fidżi

Linia brzegowa - 1 130 km

## Ukształtowanie poziome

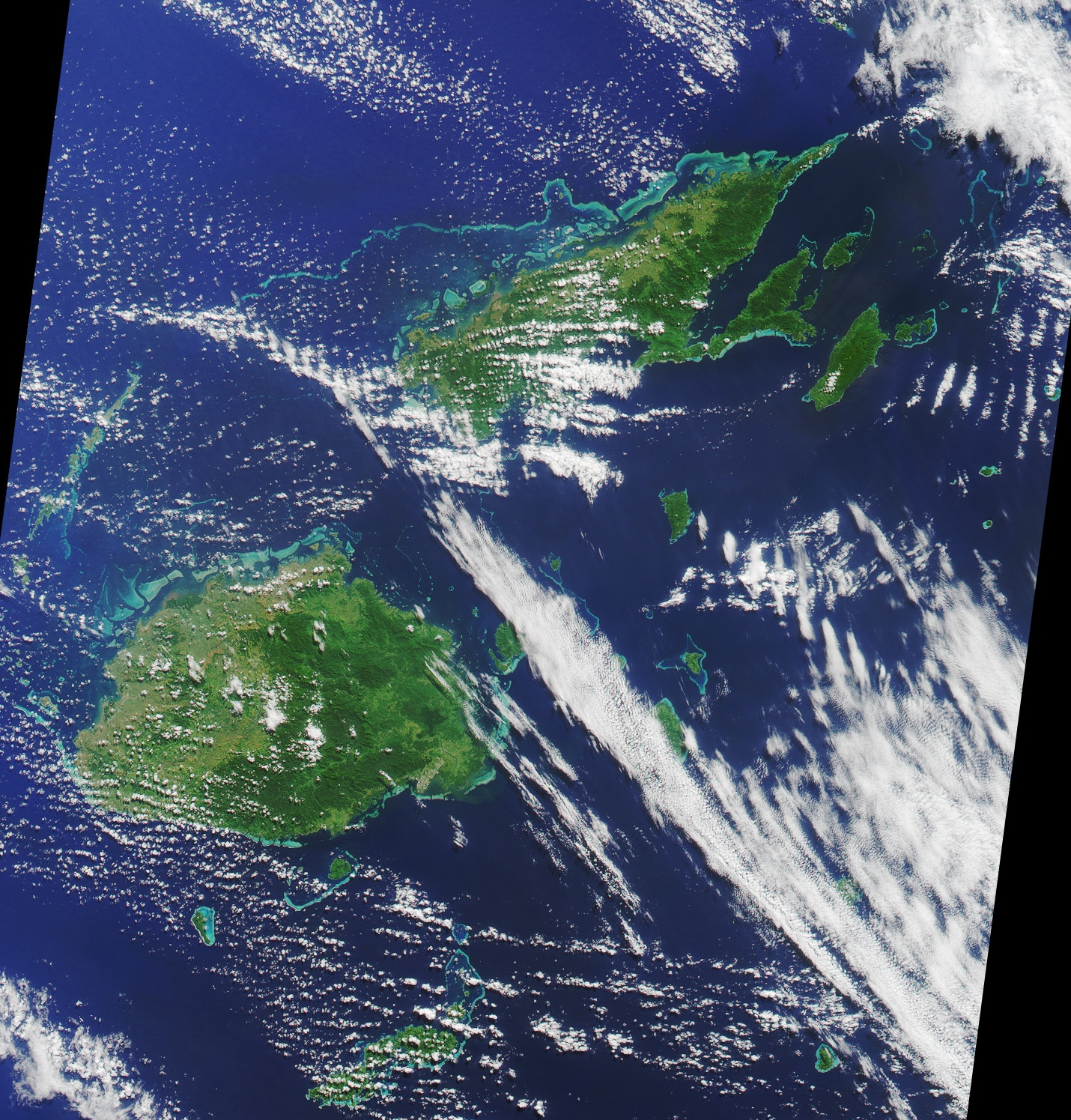
Wyspy widziane z kosmosu

Państwo Fidżi składa się 322 wysp, gdzie dwie największe: Viti Levu i Vanua Levu stanowią 87% powierzchni wszystkich wysp. Powierzchnia większości wysp nie przekracza 1 km². Większość wysp cechuje się dobrze rozwiniętą linią brzegową, gdzie liczne są głęboko wcięte zatoki. Mniejsze wyspy, mają bardziej owalny kształt. Wybrzeże największych wysp jest niskie, rafowe. Ma ono postać w większości plażową, a w obrębie ujść rzek także zabagnioną. Małe rafowe wyspy cechują się niskimi, piaszczystymi wybrzeżami.

## Budowa geologiczna

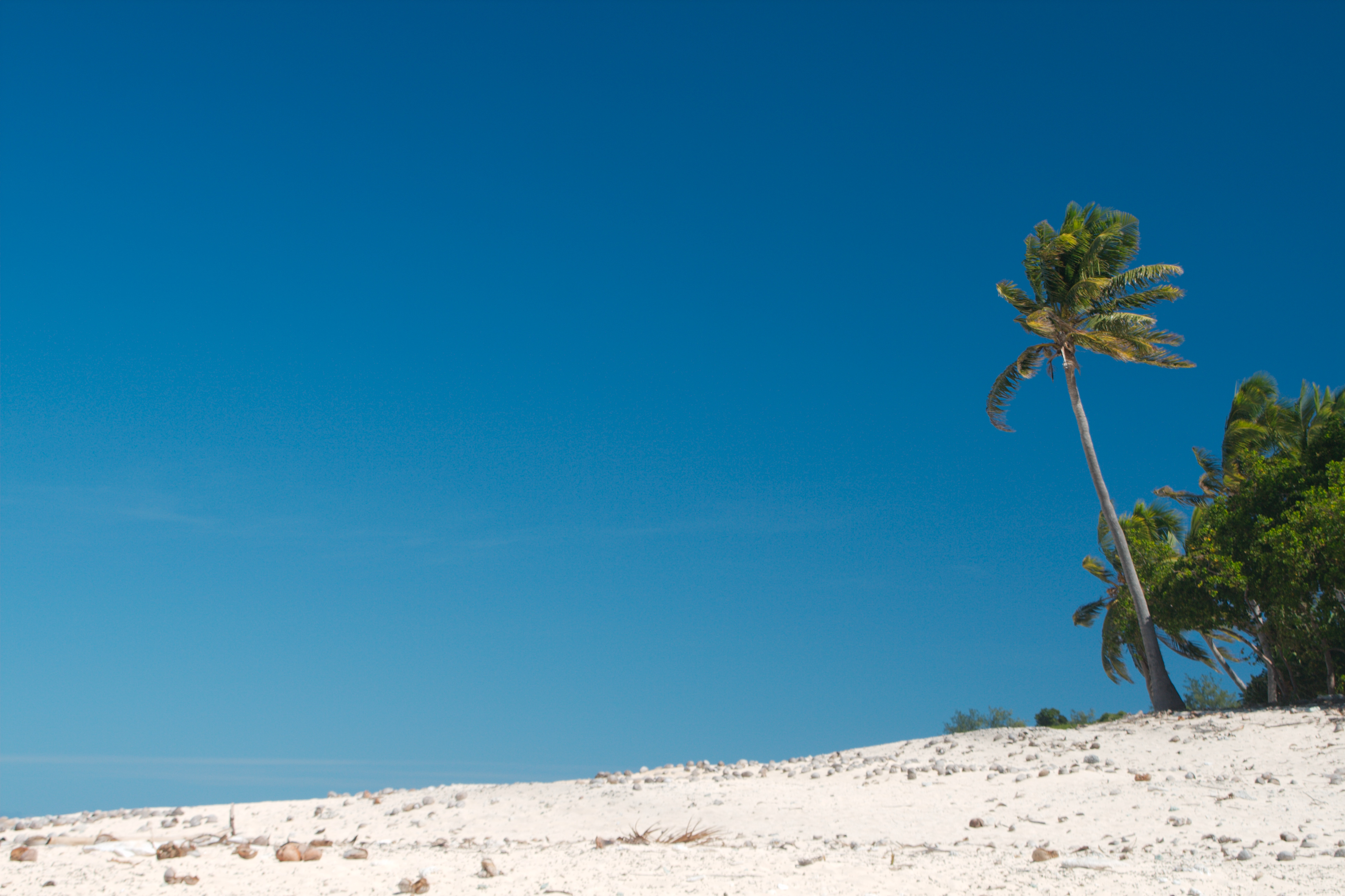
Wybrzeże jednej z wysp

Pochodzenie wysp i ich budowa geologiczna są zróżnicowane. Największe wyspy kraju są pochodzenia kontynentalnego i w przeszłości były połączone z lądem australijskim. Średniej wielkości wyspy są pochodzenia kontynentalno-wulkanicznego, zaś najmniejsze wyspy Fidżi są pochodzenia wulkanicznego i koralowego. Wyspy te mające przeszłość wulkaniczną cechowały się wysokimi stożkami wulkanicznymi, które w wyniku procesów denudacyjnych oraz zmian poziomu morza uległy obniżeniu. Najmniejsze z wysp są atolami, zbudowanymi przez koralowce, które osiedliły się na szczytach gór podwodnych i nadbudowały je. Obszar kraju jest bardzo aktywny sejsmicznie. Wszystkie wyspy archipelagu otaczają rafy koralowe.

## Rzeźba terenu
Rzeźba średnich i dużych wysp także jest zróżnicowana. Średnie wysokości wysp jak i ich szczytów nie są wysokie. Najwyższy szczyt - Tomanivi jest wysoki na 1 323 m n.p.m. i wznosi się na wyspie Viti Levu. Na Vanua Levu najwyższe wzniesienia nie przekraczają na większości terenu 1 000 m n.p.m., osiągają tylko 1 032 m n.p.m. Cechą dużych wysp jest malowniczy krajobraz, cechujący się głęboko wciętymi dolinami, które rozdzielają poszczególne pasma wzniesień. Niskie góry wysp łagodnie opadają ku wybrzeżom morskim. Małe wyspy są wybitnie nizinne, a wiele z nich ma postać atoli koralowych.

## Klimat
Fidżi jest krajem leżącym w strefie klimatu równikowego, na który wpływ mają pasaty wiejące z południowego wschodu. Temperatury mają przebieg typowy dla równikowego wilgotnego klimatu ze średnią roczną 27 °C. W lipcu i sierpniu średnie wartości termiczne wynoszą 26 °C, a styczniu-lutym sięgają 30 °C. Wyspy Fidżi cechują się dość wyraźnymi amplitudami dobowymi sięgającymi 12 °C.

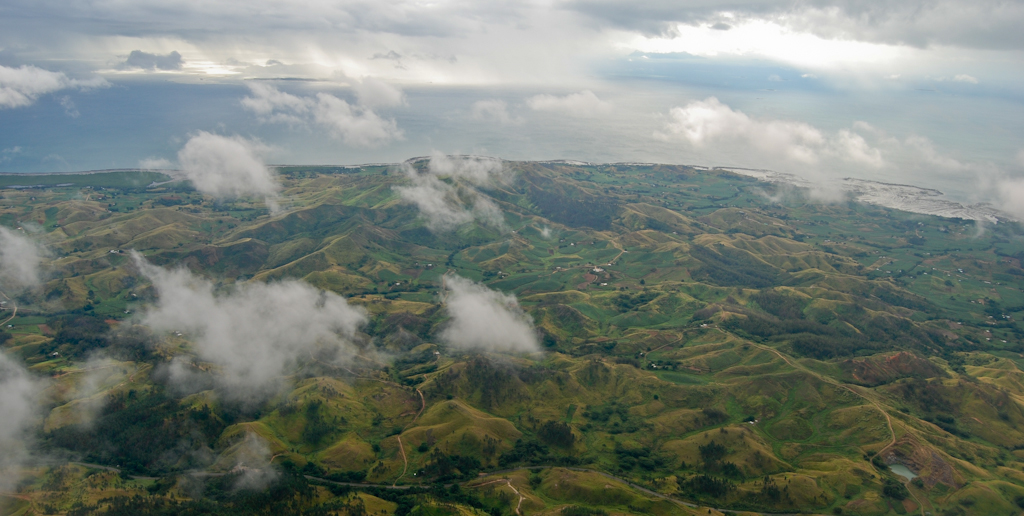
Wyspa Viti Levu

Opady są wysokie, gdzie średnia roczna to wartości rzędu 2 000 mm. Występują duże różnice w opadach regionalnych. Południowo-wschodnia i wschodnia część wysp, stoki dowietrzne, to tereny gdzie roczne opady sięgają 3 000 mm, a nawet odnotowywane są wartości sięgające 6 500 mm rocznie. Najmniejsze opady występują w miejscach zawietrznych, w północno-zachodniej części kraju. Tereny te rocznie otrzymują 1 500 mm i tam zaznacza się kilkumiesięczna pora sucha. Na większości obszarów Fidżi nie ma wyraźnej pory suchej, a jedynie występuje okres z mniejszą ilością opadów, ma to miejsce w lipcu i w sierpniu. Wyspy nawiedzane są latem (luty, marzec) przez cyklony tropikalne.

## Wody
Na największych wyspach istnieje sieć stałych rzek, biorących swój początek w środkowej części wysp. Rzeki cechują się dużymi spadkami. W obrębie ujść rzecznych występują tereny podmokłe. Małe wyspy nie posiadają wód powierzchniowych. Najdłuższą rzeką kraju jest Reva o długości 130 km.

## Gleby
Występują dwa rodzaje gleb. Największe wyspy pokryte są żyznymi glebami wulkanicznymi, natomiast małe, koralowe wyspy to tereny pokryte słabo wykształconymi glebami piaszczystymi.

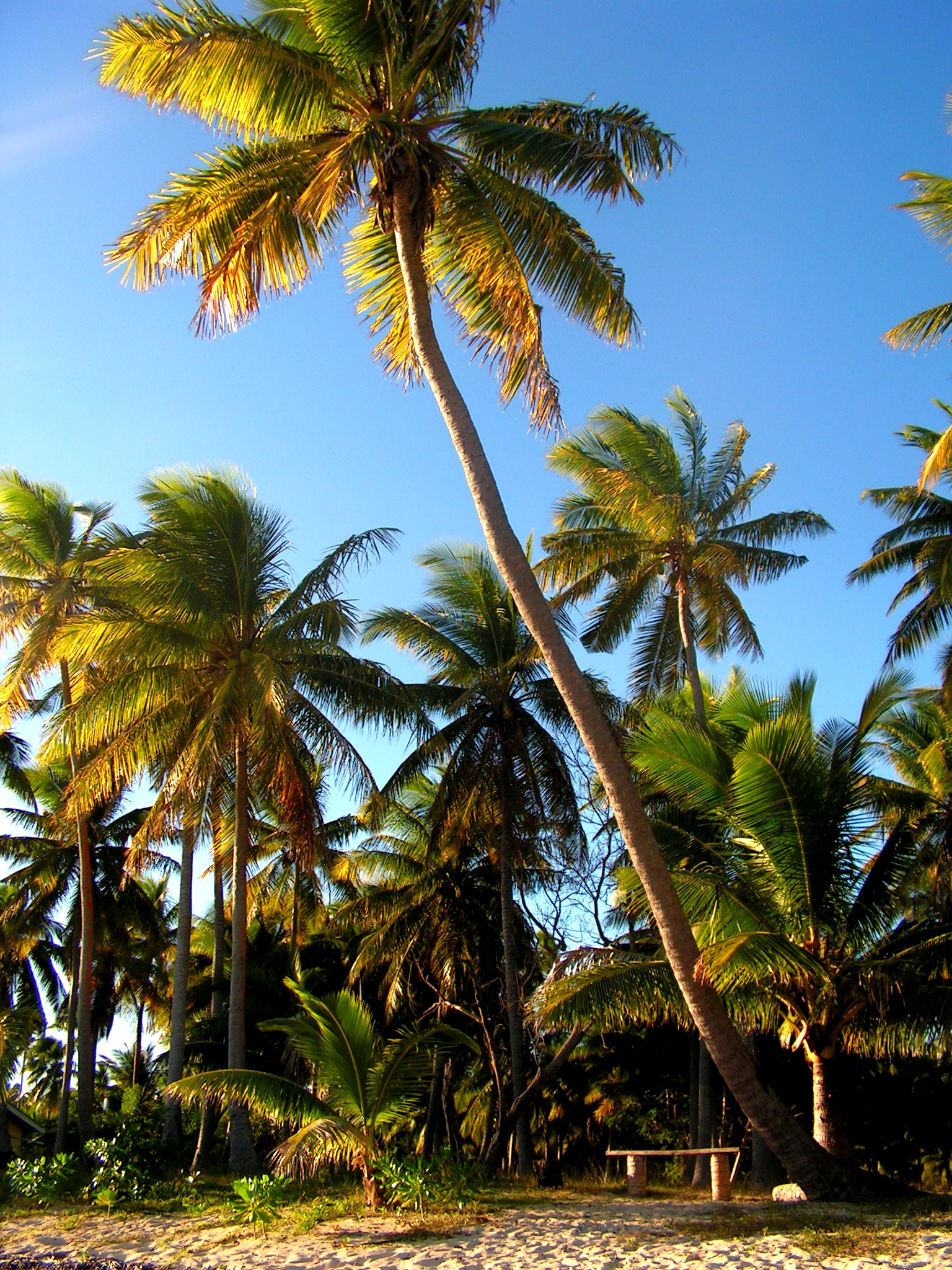
Palmy

## Flora i fauna
Szata roślinna wysp jest dobrze zachowana, dwie trzecie powierzchni Fidżi stanowią obszary leśne. Większość terenów leśnych stanowią tropikalne lasy wiecznie zielone, które cechują się bogactwem gatunkowym. W lasach tych rosną drzewiaste paprocie, palmy i bambusy. Resztę terenów leśnych stanowią lasy, które zrzucają liście w porze suchej. Bardziej suche tereny zajmuje wilgotna sawanna, a nad rzekami rosną lasy galeriowe. Najbardziej suche tereny, w zachodniej części wysp to obszary porośnięte suchą sawanną trawiastą, gdzie rosną akacje i drobnolistne drzewa mirtowate.
Liczne są rafy koralowe.
Fauna Fidżi należy do polinezyjskiego regionu krainy australijskiej. Najpowszechniejsze są gady, do których należy wiele gatunków jaszczurek i węży. Liczne są także ptaki. Ssaki reprezentują dzikie kozy i świnie i nietoperze. Dla tego regionu charakterystyczne jest bogactwo zwierząt morskich w tym wielu gatunków ryb.